# 武藤景頼
武藤 景頼（むとう かげより）は、鎌倉時代前期から中期にかけての武将。伯父・少弐資能の家系が九州大宰府を拠点に活動したのに対し、景頼の家系は幕臣として栄えた。
宝治元年（1247年）の宝治合戦には北条氏方として参戦、宝治3年/建長元年（1249年）に引付衆に任命される。建長8年/康元元年（1256年）、太宰権少弐に任ぜられ、正嘉2年（1258年）に評定衆に任命され、幕政の中枢で活躍した。
寛元4年（1246年）、4代将軍・藤原頼経が宮騒動のために更迭された際、その供奉人を務め、京から宗尊親王を招請する際も二階堂行方と共に、様々な取次ぎを行って周旋に尽力、北条時宗の元服にも北条一門や安達泰盛らと共に参列するなど、幕府内における地位は高かったようだ。
弘長3年（1263年）、北条時頼の死去に伴い出家して心蓮と号した。